# Черепинка (Киевская область)
Черепинка (укр. Черепинка) — село, входит в Белоцерковский район Киевской области Украины.
Население по переписи 2001 года составляло 279 человек. Почтовый индекс — 09800. Телефонный код — 4560. Занимает площадь 2,198 км². Код КОАТУУ — 3224688203.

## История
По административному делению XVI века — Брацлавский повят. По административному устройству XX века — Тетиевский район.

## Название
Село издавна славится добыванием глины в значительном количестве. Существует легенда, что село получило своё название от процветавшего там горшечного производства, якобы свидетельствуют об этом, найдены черепки на территории села. Считается, что название села происходит от слов «черепица», «черепки». В настоящее время в Черепинке не действует кирпичный завод.

## География
Находится в пределах Восточно-Европейской равнины, в зоне лесостепи. Породы деревьев — граб, дуб, акация, клён, сосна, береза. Климат на территории села умеренно континентальный.
Рельеф большей части территории имеет бугристый характер. Водоемы на территории села: пруды Киндзерский, Костянка, Любительский, Магеривский.

## Части села
«Территориальное устройство» с. Черепинка (так называемые «кутки»): Село, І-ая сотня, Хохичивка, Магеривка, Куряча, Куявщина,
Названия сложились исторически. Село — центральная часть села. Хохичивка, Магеривка — название происходит от фамилий жителей (Хохич, Магера), проживающих на данных «кутках». І-я сотня — скорее всего от воинско-административной единицы казаческого войска.
Преобладающее число верующих — христиане.
По данным сельсовета количество жертв Голодомора 1932—1933 гг. 505 жителей.

## Местный совет
09814, Київська обл., Тетіївський р-н, с.Черепин, вул. Макаренка, 10. тел. 3-81-34  (укр.)